# ماريو روزا
ماريو روزا (بالإيطالية: Mario Rosa)‏ هو مؤرخ إيطالي، ولد في 8 مايو 1932 في نابولي في إيطاليا.